# 蝎虎座AR
蝎虎座AR，又名BD+45 3813，HD 210334、SAO 51684、HR 8448，是蝎虎座的一颗恒星，视星等为6.11，位于銀經95.56，銀緯-8.3，其B1900.0坐标为赤經22h 4m 38.4s，赤緯+45° -8.3′ 3″。